# Swansea West (circonscription du Senedd)
Ne doit pas être confondu avec Swansea West (circonscription du Parlement britannique).
Swansea West, également appelée Gorllewin Abertawe de façon officieuse en gallois, est une circonscription dite de borough utilisée selon un mode de scrutin uninominal pour les élections générales du Parlement gallois. Créée en 1999, elle appartient à la région électorale de South Wales West.
Julie James, qui siège dans le groupe du Labour, est le membre du Senedd représentant la circonscription depuis l’élection de 2011.

## Membres de l'Assemblée
| Élection | Élection | Membre        | Parti  | Portrait |
| -------- | -------- | ------------- | ------ | -------- |
|          | 1999     | Andrew Davies | Labour |          |
|          | 2011     | Julie James   | Labour |          |

## Élections

### Élections dans les années 2010
| Élections de l'Assemblée galloise 2016: Swansea West, |                   |                    |        |      |       |
| Parti                                                 | Parti             | Candidat           | Votes  | %    | ±     |
|                                                       | Labour            | Julie James        | 9,014  | 40.6 | −4.7  |
|                                                       | Conservateur      | Craig Lawton       | 3,934  | 17.7 | −6.3  |
|                                                       | Plaid Cymru       | Dai Lloyd          | 3,225  | 14.5 | +0.6  |
|                                                       | UKIP              | Rosie Irwin        | 3,058  | 13.8 | +13.8 |
|                                                       | Liberal Democrats | Christopher Holley | 2,012  | 9.1  | −7.7  |
|                                                       | Green             | Gareth Tucker      | 883    | 4.0  | +4.0  |
|                                                       | Socialist         | Brian Johnson      | 76     | 0.3  | +0.3  |
| Majorité                                              | Majorité          | Majorité           | 5,080  | 22.9 | 1.6   |
| Participation                                         | Participation     | Participation      | 22,345 | 40.7 | +5.6  |
|                                                       | Labour hold       | Labour hold        | Swing  |      |       |

| Élections de l'Assemblée galloise 2011: Swansea West |                   |               |        |      |       |
| Parti                                                | Parti             | Candidat      | Votes  | %    | ±     |
|                                                      | Labour            | Julie James   | 9,885  | 45.3 | +13.0 |
|                                                      | Conservateur      | Steve Jenkins | 5,231  | 24.0 | +4.8  |
|                                                      | Liberal Democrats | Rob Speht     | 3,654  | 16.8 | −9.0  |
|                                                      | Plaid Cymru       | Carl Harris   | 3,035  | 13.9 | −1.7  |
| Majorité                                             | Majorité          | Majorité      | 4,654  | 21.3 | +17.7 |
| Participation                                        | Participation     | Participation | 21,805 | 35.1 | −2.1  |
|                                                      | Labour hold       | Labour hold   | Swing  | 4.1  |       |

### Élections dans les années 2000
| Élections de l'Assemblée galloise 2007: Swansea West |                   |                  |        |      |      |
| Parti                                                | Parti             | Candidat         | Votes  | %    | ±    |
|                                                      | Labour            | Andrew Davies    | 7,393  | 32.3 | −3.9 |
|                                                      | Liberal Democrats | Peter May        | 5,882  | 25.7 | +7.6 |
|                                                      | Conservateur      | Harri Davies     | 4,379  | 19.1 | +3.1 |
|                                                      | Plaid Cymru       | Ian Titherington | 3,583  | 15.7 | −7.3 |
|                                                      | UKIP              | Richard Lewis    | 1,642  | 7.2  | N/A  |
| Majorité                                             | Majorité          | Majorité         | 1,511  | 6.6  | +4.2 |
| Participation                                        | Participation     | Participation    | 22,879 | 37.2 | −2.1 |
|                                                      | Labour hold       | Labour hold      | Swing  | 3.5  |      |

| Élections de l'Assemblée galloise 2003: Swansea West |                    |                  |        |      |      |
| Parti                                                | Parti              | Candidat         | Votes  | %    | ±    |
|                                                      | Labour             | Andrew Davies    | 7,023  | 36.2 | +1.5 |
|                                                      | Plaid Cymru        | Dai Lloyd        | 4,461  | 23.0 | −3.5 |
|                                                      | Liberal Democrats  | Mike Day         | 3,510  | 18.1 | +3.1 |
|                                                      | Conservateur       | Gerald Rowbottom | 3,106  | 16.0 | +0.6 |
|                                                      | UKIP               | David C. Evans   | 1,040  | 5.3  | +1.2 |
|                                                      | Socialist Alliance | Leigh Richards   | 272    | 1.4  | +0.3 |
| Majorité                                             | Majorité           | Majorité         | 2,562  | 13.2 | +5.1 |
| Participation                                        | Participation      | Participation    | 19,412 | 33.0 | −7.0 |
|                                                      | Labour hold        | Labour hold      | Swing  | 0.5% |      |

### Élections dans les années 1990
| Élections de l'Assemblée galloise 1999: Swansea West |                                  |                 |        |      |     |
| Parti                                                | Parti                            | Candidat        | Votes  | %    | ±   |
|                                                      | Labour                           | Andrew Davies   | 8,217  | 34.6 | N/A |
|                                                      | Plaid Cymru                      | Dai Lloyd       | 6,291  | 26.5 | N/A |
|                                                      | Conservateur                     | Paul H. Valerio | 3,643  | 15.4 | N/A |
|                                                      | Liberal Democrats                | John Newbury    | 3,543  | 14.9 | N/A |
|                                                      | Indépendant                      | David C. Evans  | 996    | 4.2  | N/A |
|                                                      | People's Representative          | John R. Harris  | 774    | 3.3  | N/A |
|                                                      | Socialist Alliance               | Alec Thraves    | 263    | 1.1  | N/A |
| Majorité                                             | Majorité                         | Majorité        | 1,926  | N/A  | 8.1 |
| Participation                                        | Participation                    | Participation   | 23,727 | 40.0 | N/A |
|                                                      | Labour Vainqueur (nouveau siège) |                 |        |      |     |